# لورانس توملينسون
لورانس توملينسون (بالإنجليزية: Lawrence Tomlinson)‏ هو مهندس وشخصية أعمال بريطاني، ولد في 24 يوليو 1964 في باتلي في المملكة المتحدة.

## روابط خارجية
- لورانس توملينسون على موقع DriverDB.com (الإنجليزية)